# Vehixel
La Vehixel Carrossier Constructeur S.a.s. (o semplicemente Vehixel) è un'azienda francese costruttrice di autobus, furgoni blindati e veicoli militari.

## Storia
Nel 1957 André Trouillet creò l'azienda, producendo semirimorchi, carrozzerie industriali e furgoni blindati.
Il 1° furgone blindato fu ultimato nel 1960.
Nel 1990, con la crescita dell'azienda, viene acquistata una sofisticata fabbrica ad Attignat, vicino al fiume Ain.
Dall'ottobre 2012 collabora con la carrozzeria spagnola Indcar.

## Prodotti

### Autobus urbani
- L'M City (6 m), costruito sul telaio del Renault Master, può trasportare 20 passeggeri.
- L'S City (7 m), costruito sul telaio del Mercedes-Benz Sprinter, può trasportare 22 passeggeri.

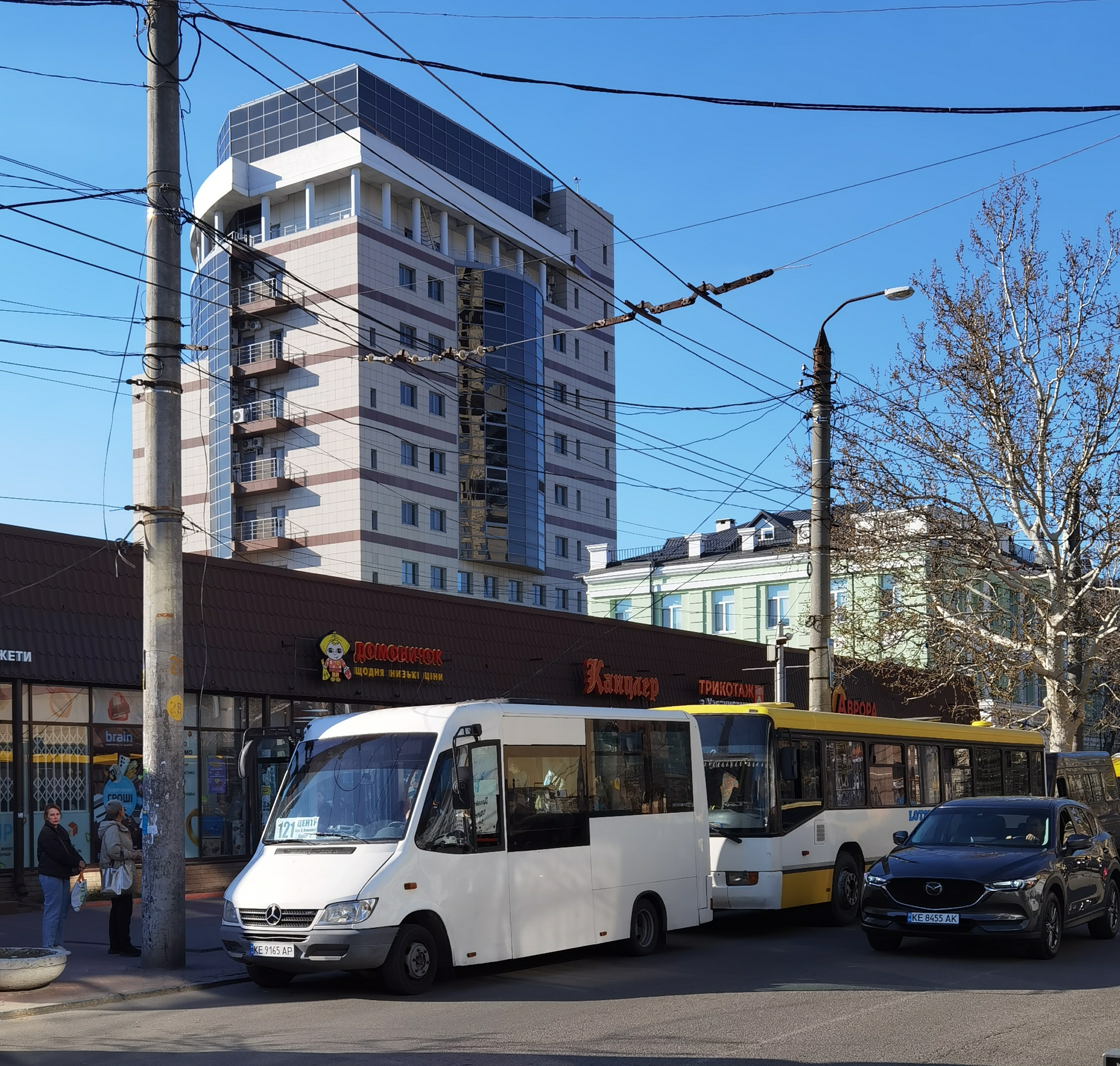
Vehixel Cytios 30 a Dnipro, Ucraina

- Vehixel Cytios 30 a Dnipro, UcrainaIl D City (7 m), costruito sul telaio dell'Iveco Daily, può trasportare 34 passeggeri.
- Il Cytios 3 (7 m), versione modificata dell'S City, con carrozzeria Indcar, può trasportare 22 passeggeri.
- Il Cytios 4 (7,3 m), versione modificata del D City, sempre con carrozzeria Indcar, può trasportare 41 passeggeri.

### Scuolabus
- L'S'Cool 44 (10 m), può trasportare 43 passeggeri.[1]
- Il Mobi (8 m), con carrozzeria Indcar, può trasportare 34 passeggeri.[2]

### Gran turismo
- Il Next (9 m), con carrozzeria Indcar, può trasportare 39 passeggeri.[3]

### Veicoli militari
- Il VX16, autocarro militare costruito per il ministero dell'interno francese, costruito su telaio Iveco, può trasportare dalle 4 alle 10 persone.[4]